# Ophiuroglypha
Genre
Ophiuroglypha est un genre d'ophiures de la famille des Ophiopyrgidae. 

## Liste d'espèces
Selon World Register of Marine Species (6 janvier 2023) :

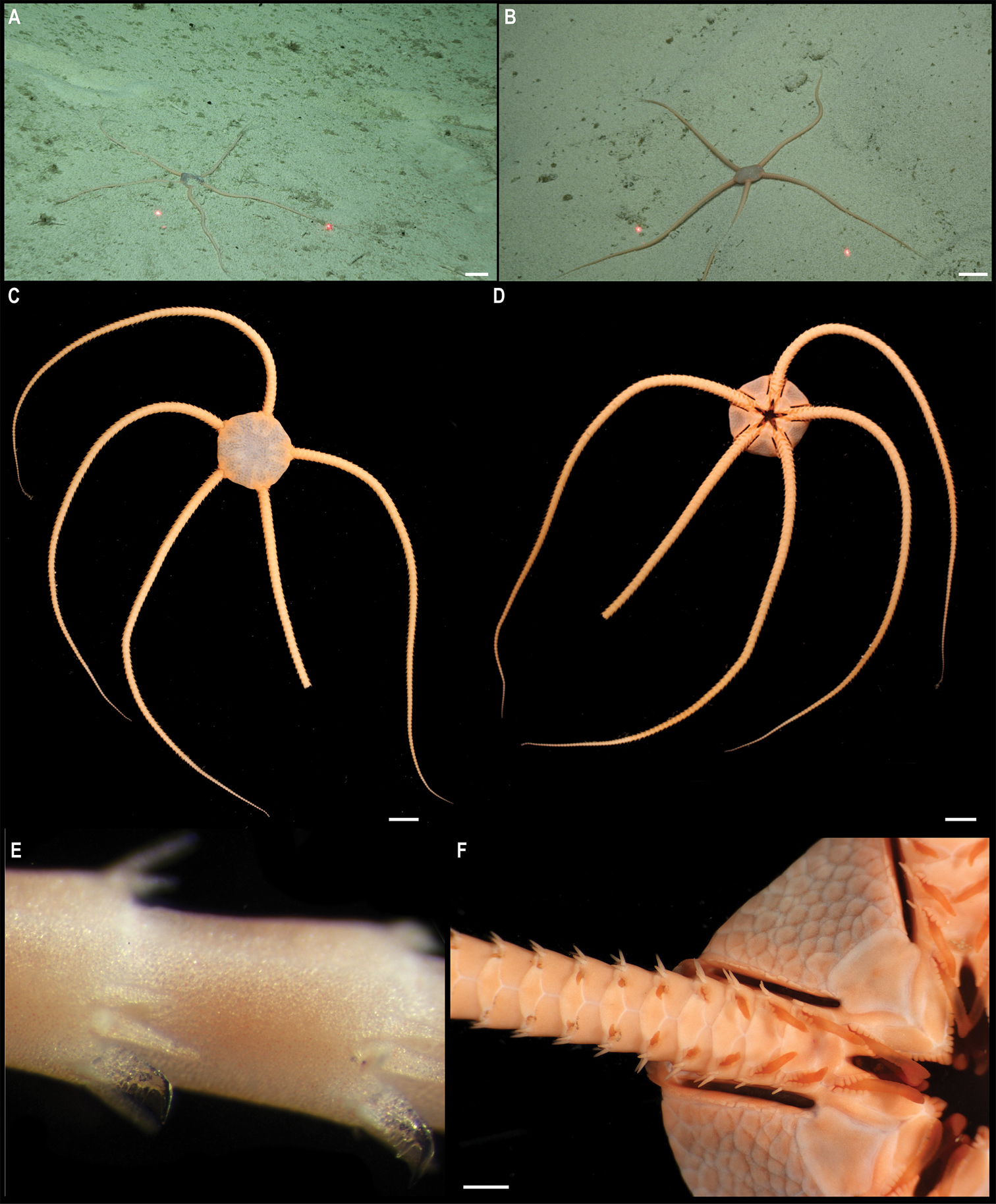
Ophiuroglypha cf. irrorata.

- Ophiuroglypha aequatoris Hertz, 1927
- Ophiuroglypha ambigua (Lyman, 1878)
- Ophiuroglypha arntzi (Manso, 2010)
- Ophiuroglypha brevispinosa (H.L. Clark, 1915)
- Ophiuroglypha carinifera (Koehler, 1901)
- Ophiuroglypha clemens (Koehler, 1904)
- Ophiuroglypha costata (Lyman, 1878)
- Ophiuroglypha euryplax (H.L. Clark, 1939)
- Ophiuroglypha fendouzhe Nethupul, Stöhr & Zhang, 2023
- Ophiuroglypha jejuna (Lyman, 1878)
- Ophiuroglypha kinbergi (Ljungman, 1866)
- Ophiuroglypha lymani (Ljungman, 1871)
- Ophiuroglypha ossiculata (Koehler, 1907)
- Ophiuroglypha plana (Lütken & Mortensen, 1899)
- Ophiuroglypha rugosa (Lyman, 1878)
- Ophiuroglypha schmidtotti Hertz, 1927
- Ophiuroglypha scomba (Paterson, 1985)
- Ophiuroglypha tumida (Mortensen, 1933)
- Ophiuroglypha verrucosa (McKnight, 2003)

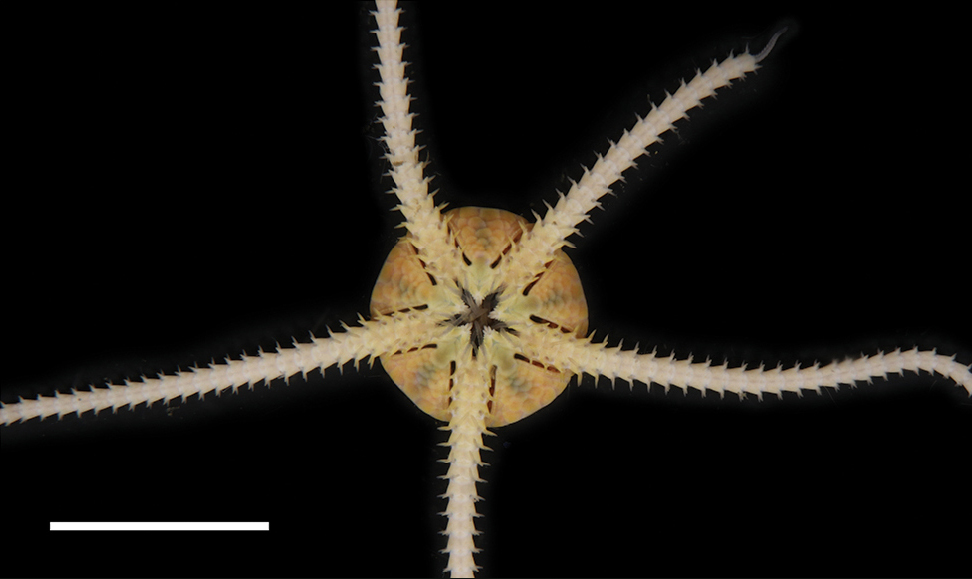
Face orale d'une Ophiuroglypha cf. meridionalis.

## Galerie

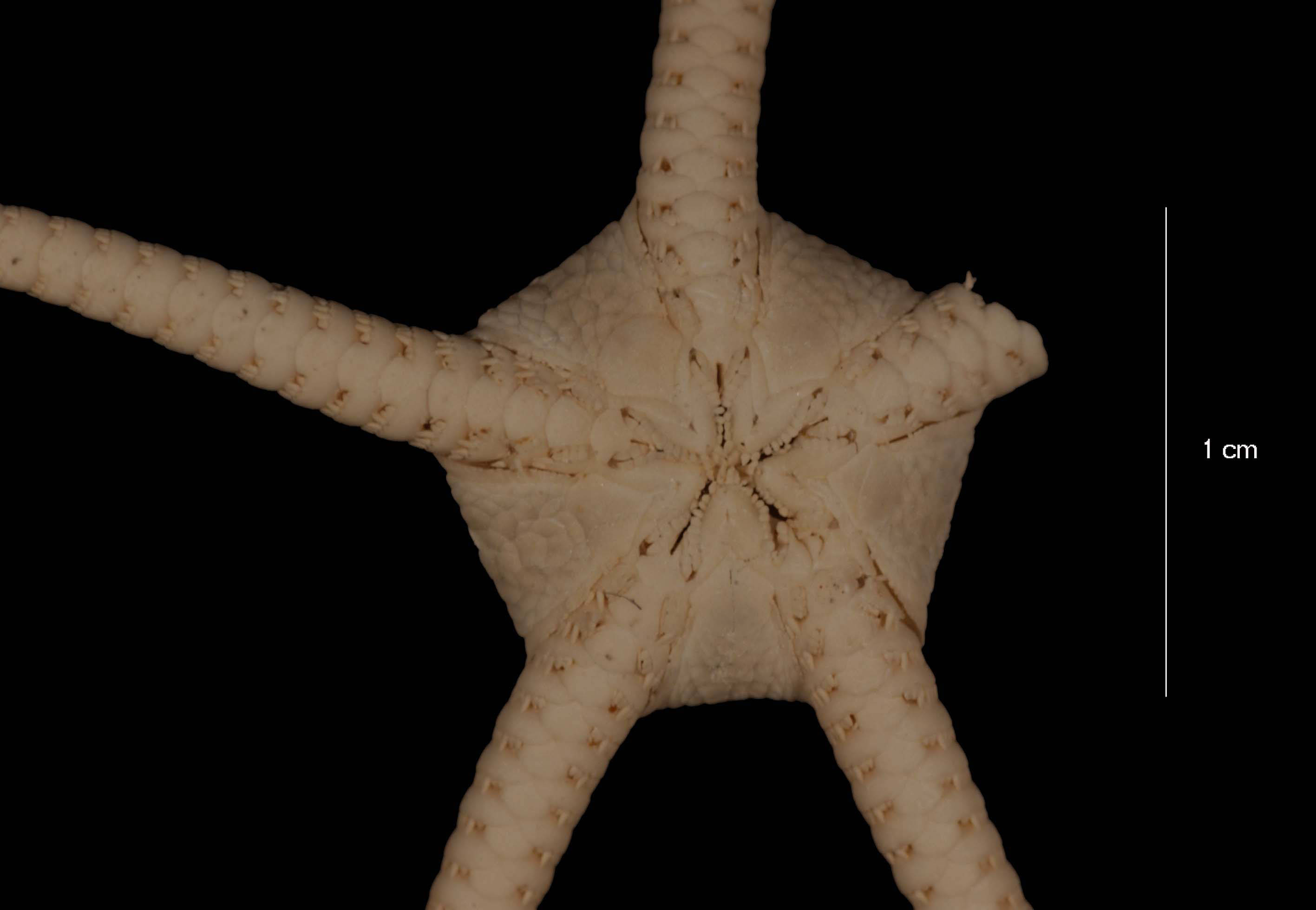
Ophiura ambigua (face orale).
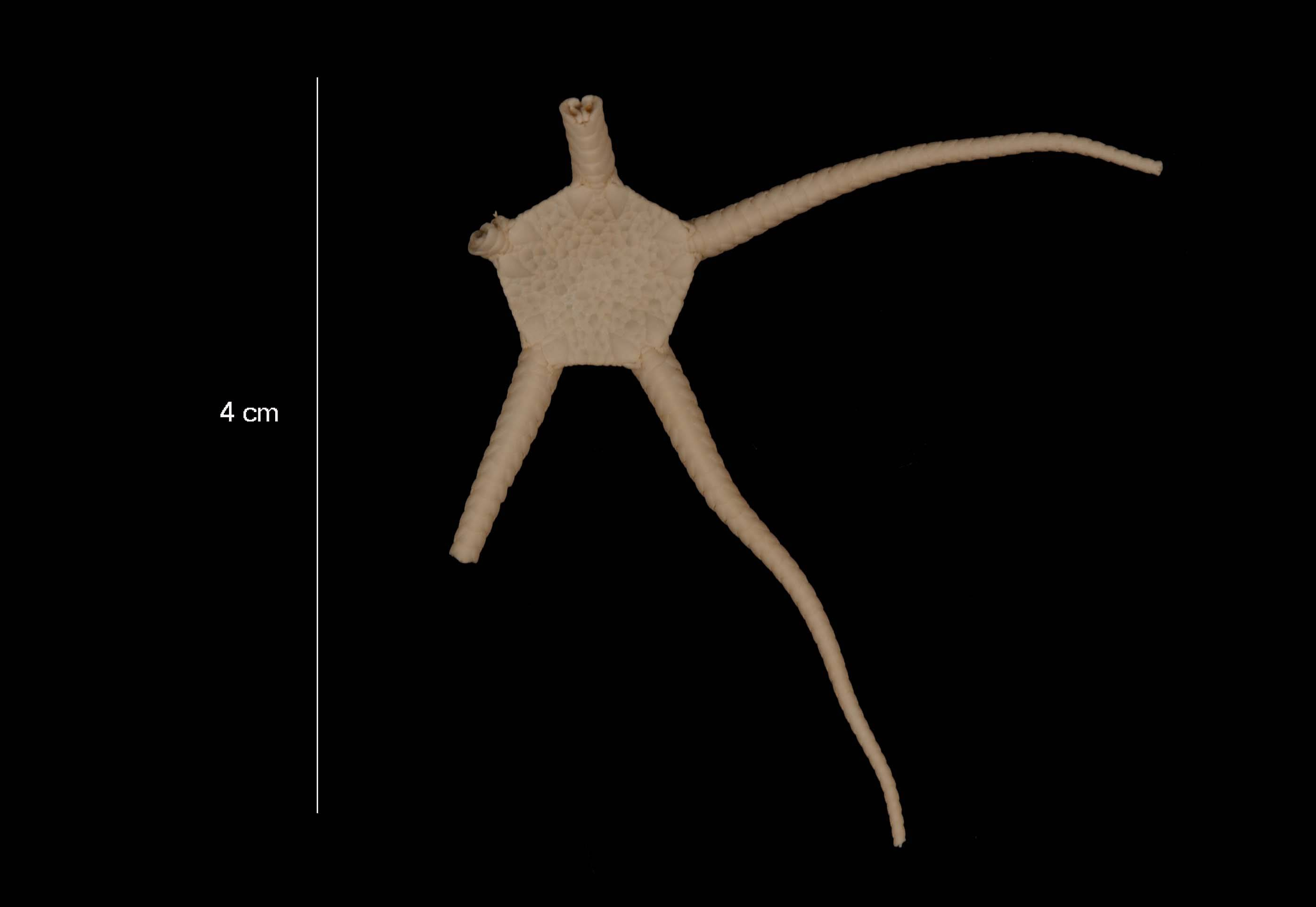
Ophiuroglypha ambigua.
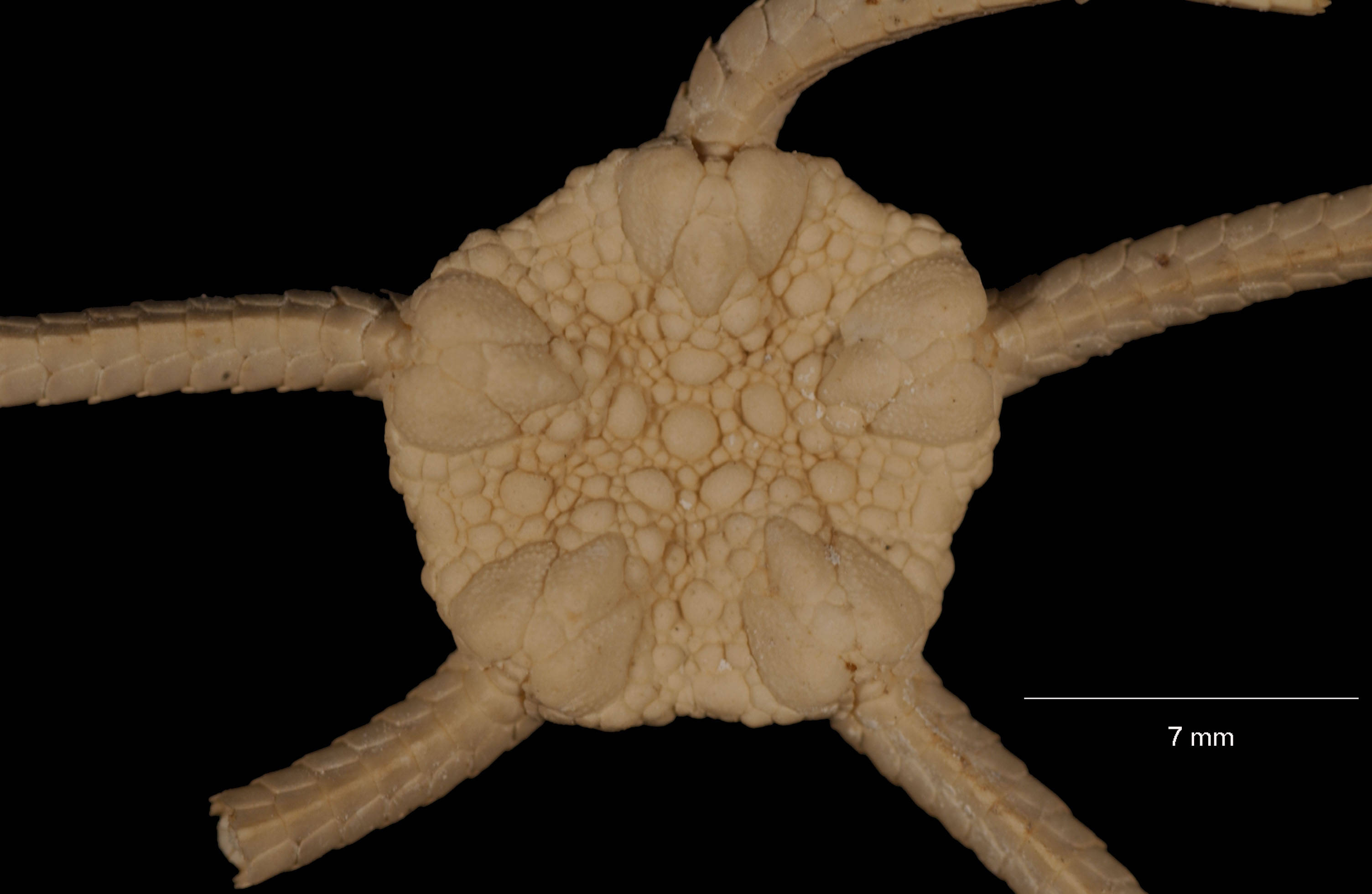
Ophiuroglypha carinifera.
Ophioglypha clemens.
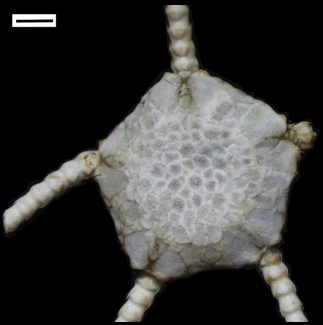
Ophiuroglypha fendouzhe.
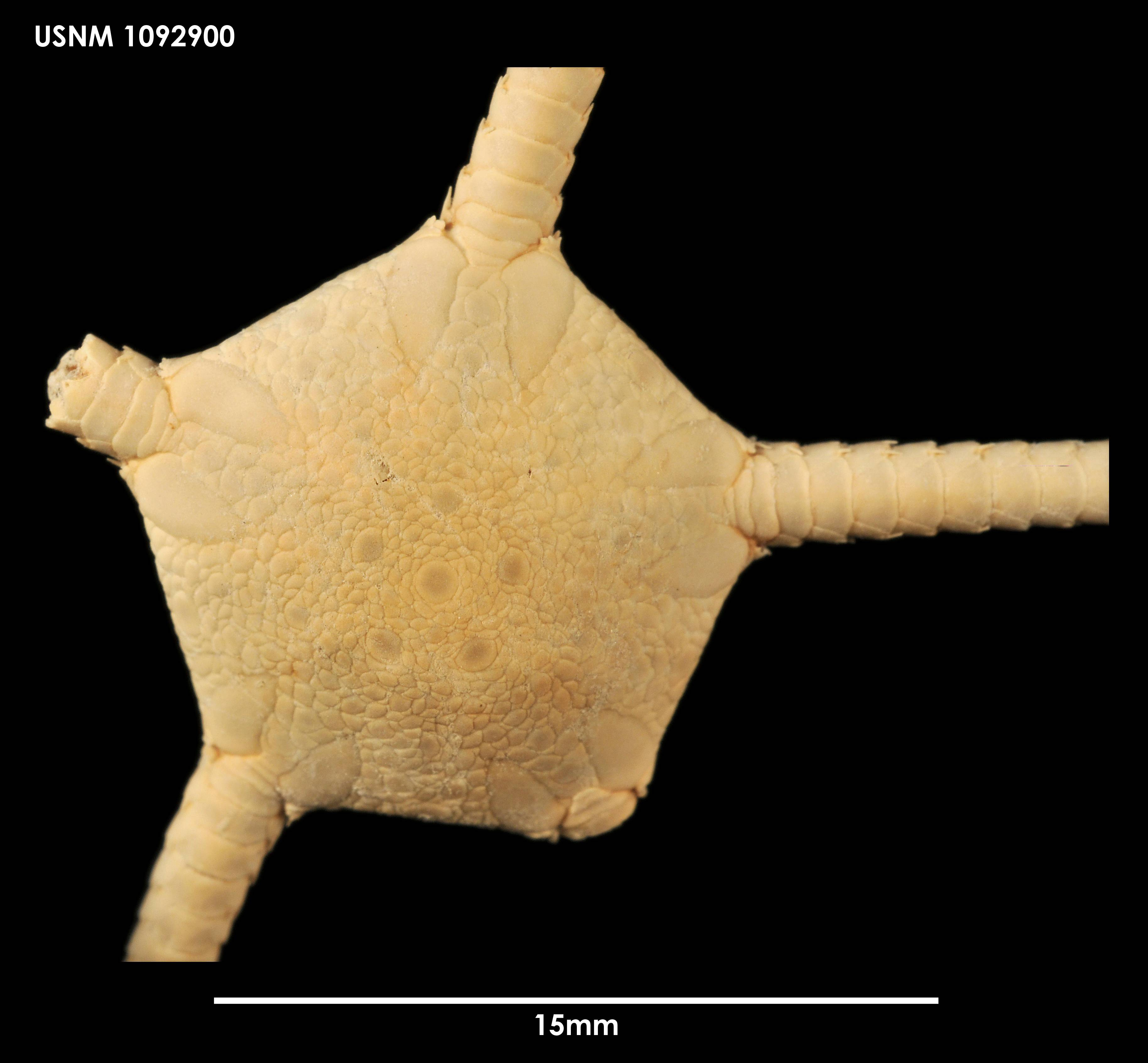
Ophiuroglypha irrorata.
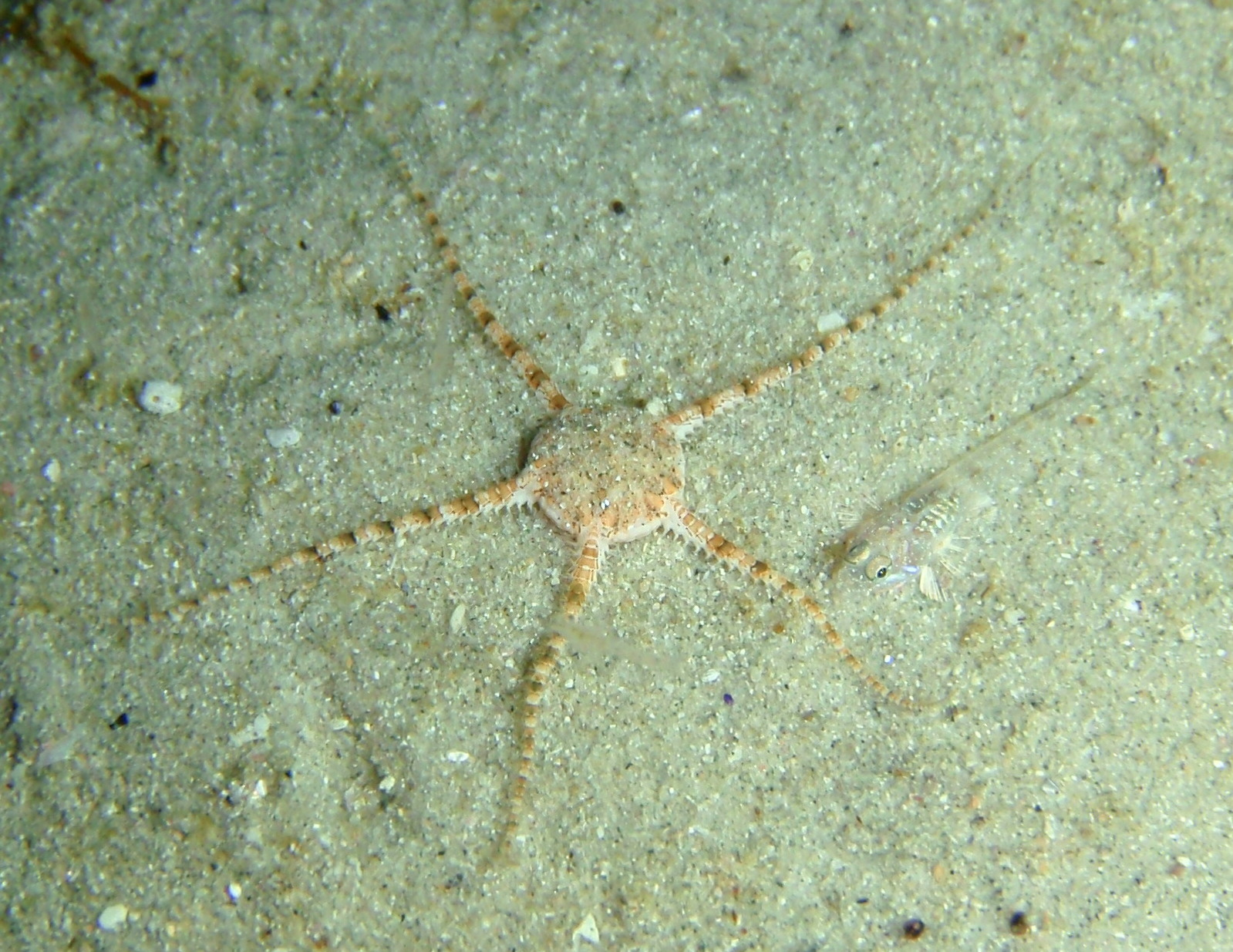
Ophiuroglypha kinbergi.
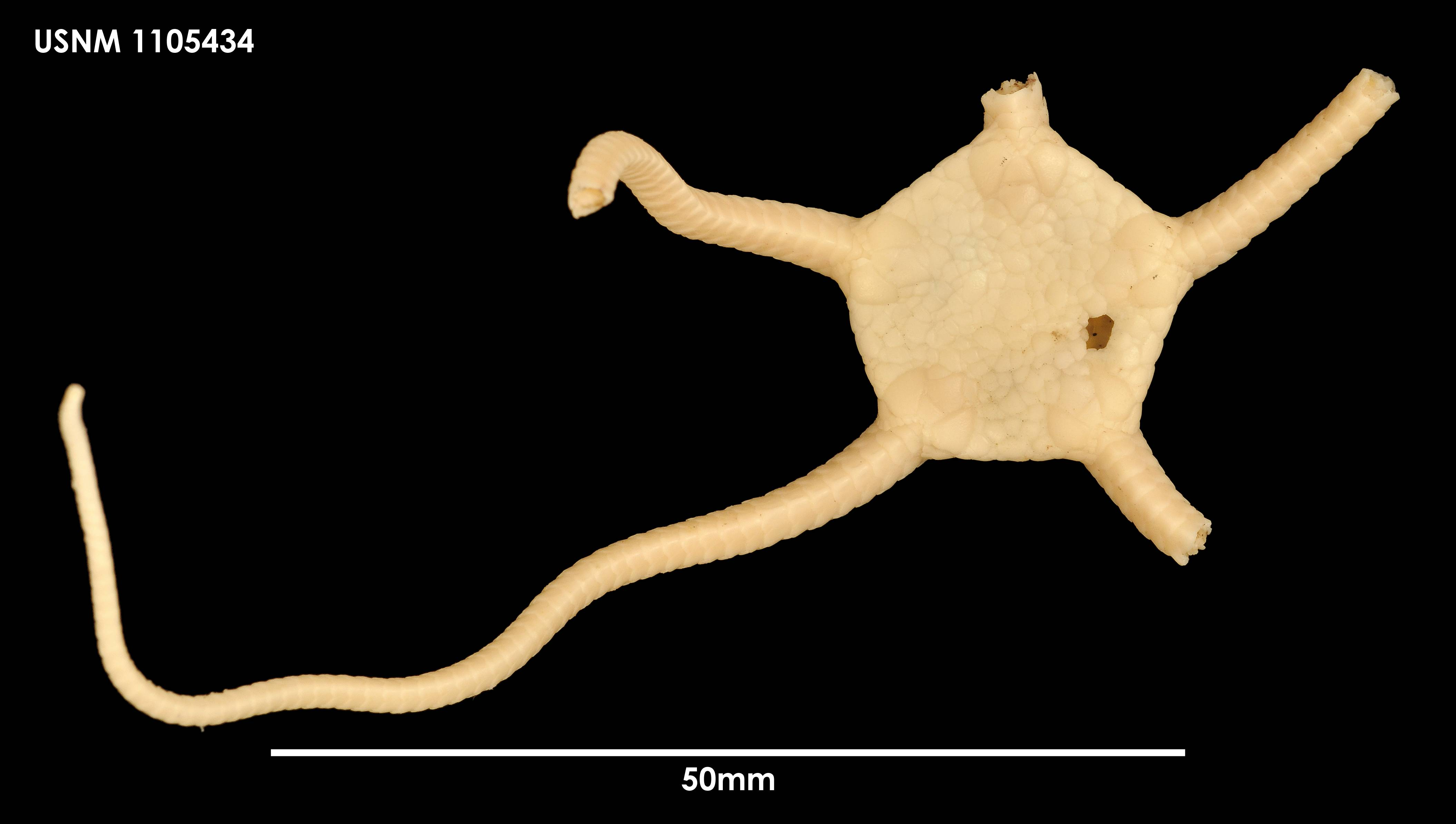
Ophiuroglypha lymani.
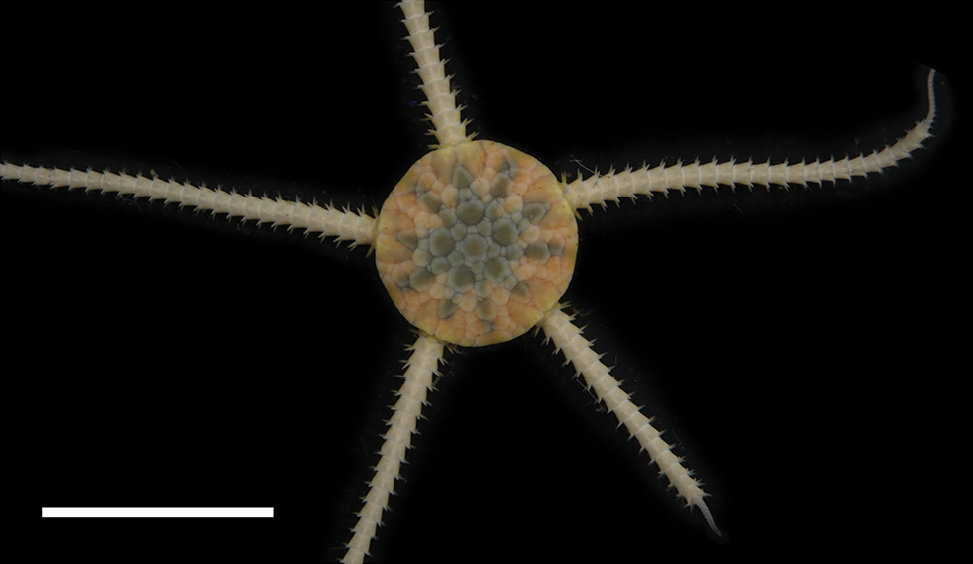
Ophiuroglypha cf. meridionalis
Ophiuroglypha tumida.

## Systématique
Le nom valide complet (avec auteur) de ce taxon est Ophiuroglypha Hertz, 1927.

## Publication originale
- (de) Mathilde Hertz, « Die Ophiuroiden der Deutschen Tiefsee-Expedition. I. Chilophiurida Matsumoto (Ophiolepididae, Ophioleucidae, Ophiodermatidae, Ophiocomidae) », Wissenschaftliche Ergebnisse der Deutschen Tiefsee-Expedition auf dem Dampfer "Valdivia" 1898-1899, Iéna, vol. 22, no 3,‎ 1927, p. 59-122.